# 布魯里峰
62°17′50″N 9°12′01″E / 62.29722°N 9.20028°E
布魯里峰是挪威的山峰，位於該國東南部內陸郡，處於萊沙，距離首都奧斯陸280公里，海拔高度2,001米，鄰近地區屬丘陵地勢，受凍原氣候影響。